# Matidia trinotata
Matidia trinotata är en spindelart som beskrevs av Tord Tamerlan Teodor Thorell 1890. Matidia trinotata ingår i släktet Matidia och familjen säckspindlar. Inga underarter finns listade i Catalogue of Life.